# Milagro de Osset

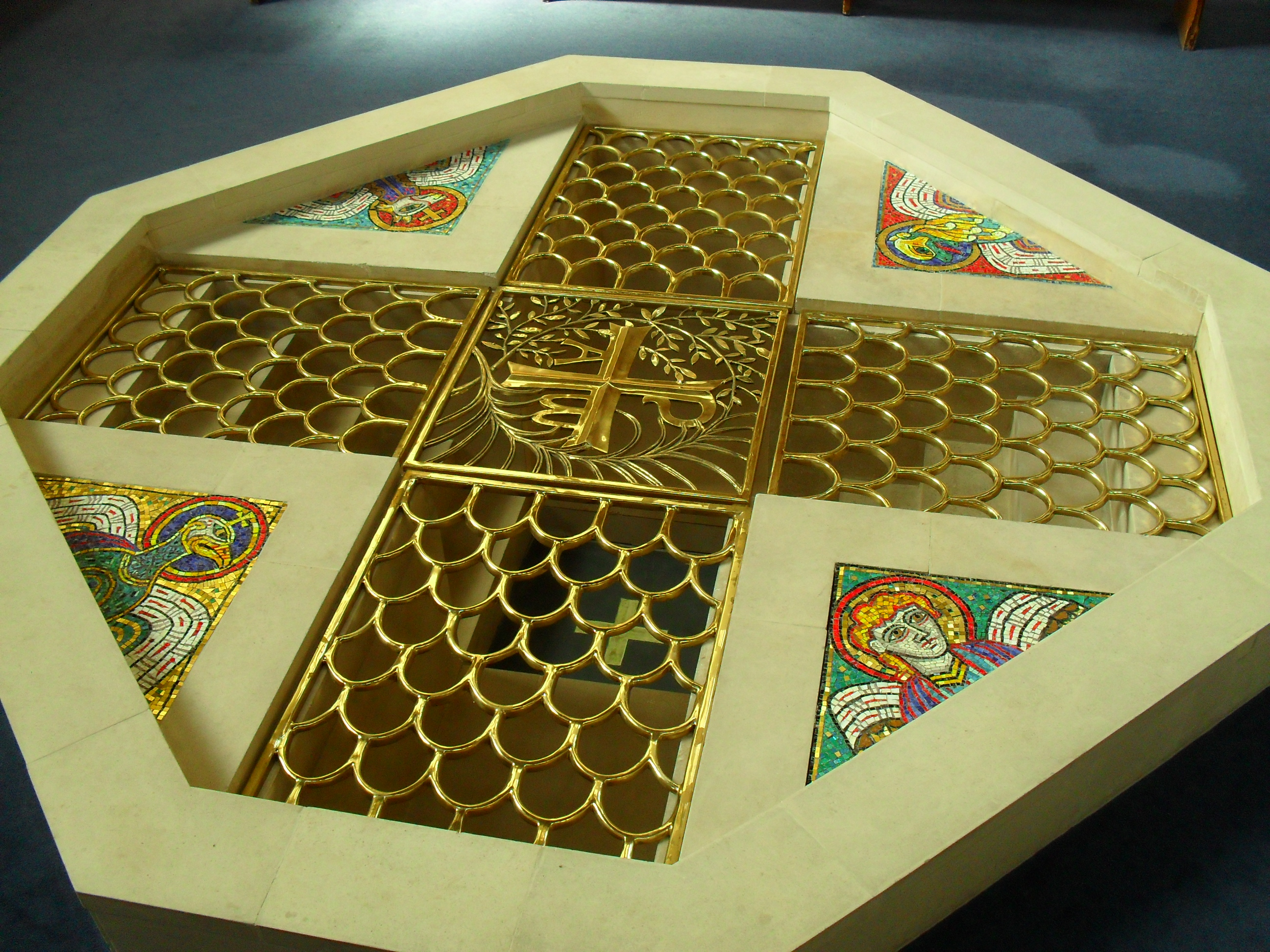
Pila bautismal del estilo del antiguo cristianismo

El milagro de Osset es un hecho que la tradición cristiana alega que tuvo lugar en la ciudad fortificada de Osset en tiempos de los visigodos. Consistía en que la pila bautismal se llenaba milagrosamente.

## Historia
El municipio está relacionado con la historia del cristianismo por ser el lugar desde donde resistió el católico Hermenegildo frente a su padre, el arriano Leovigildo.
La tradición cristiana narra que en una capilla suntuosa con reliquias de san Esteban en Osset concurría el obispo con todo el pueblo a rezar el Jueves Santo, encontrándose la pila bautismal vacía. Luego salían y sellaban la puerta hasta el sábado, cuando volvían a reconocer el sello de la puerta. Se trataba de una gran pila bautismal de mármol con forma de cruz. Al entrar descubrían la pila no solamente llena de agua, sino rebosando, sin que, pesar de estar el agua más alta que el brocal, no se derramase ni una gota ni se disminuyera. Después de haberla bendecido los fieles sacaban mucha agua para llevarla a sus casas. Incluso aseguraba los frutos de los campos aspergeando con ella las viñas y heredades. La pila se mantenía en aquel colmo hasta que la tocaba el primero que se bautizaba y, entonces, ocurría el nuevo prodigio de que se quedaba en constitución regular, y cuando acaban de bautizarse todos los que acudían para ello desaparecía el agua.